# Bipasha Basu
Bipasha Basu (New Delhi, 7 januari 1979) is een Indiase actrice en Model.